# Amomum garoense
Amomum garoense là một loài thực vật có hoa trong họ Gừng. Loài này được Sunil Tripathi và Ved Prakash mô tả khoa học đầu tiên năm 1999 tại trang 177 số 2 quyển 9 tạp chí Rheedea với danh pháp Amomum garoensis, nhưng do Amomum là danh từ giống trung nên danh pháp đúng là Amomum garoense.

## Phân bố
Loài này có ở Meghalaya, đông bắc Ấn Độ.